# روزبين (لويزيانا)
روزبين (بالإنجليزية: Rosepine town, Louisiana)‏ هي بلدة تقع بولاية لويزيانا في الولايات المتحدة. تبلغ مساحتها 6.30 كم2، وترتفع عن سطح البحر 70.104 م، بلغ عدد سكانها 1,692 نسمة في عام 2010 حسب إحصاء مكتب تعداد الولايات المتحدة وتصل الكثافة السكانية فيها 268.6 نسمة لكل كيلومتر مربع (695.7/ميل2).

## التركيبة السكانية
حدّد مكتب تعداد الولايات المتحدة بيانات التركيبة السكانية لروزبين في تعداد الولايات المتحدة. في ما يلي، التركيبة السكانية حسب تعدادي 2000 و2010.

### تعداد عام 2000
بلغ عدد سكان روزبين 1,390 نسمة بحسب تعداد عام 2000، وبلغ عدد الأسر 498 أسرة وعدد العائلات 355 عائلة مقيمة في البلدة. في حين سجلت الكثافة السكانية 220.6 نسمة لكل كيلومتر مربع (571.4/ميل2). وبلغ عدد الوحدات السكنية 563 وحدة بمتوسط كثافة قدره 89.4 لكل كيلومتر مربع (231.5/ميل2).
وتوزع التركيب العرقي للبلدة بنسبة 85.47% من البيض و5.83% من الأمريكيين الأفارقة و1.08% من الأمريكيين الأصليين و1.65% من الأمريكيين ذوي الأصول الآسيوية و2.95% من الأعراق الأخرى و3.02% من عرقين مختلطين أو أكثر و5.97% من الهسبانيون أو اللاتينيون من أي عرق.
بلغ عدد الأسر 498 أسرة كانت نسبة 42% منها لديها أطفال تحت سن الثامنة عشر تعيش معهم، وبلغت نسبة الأزواج القاطنين مع بعضهم البعض 53.4% من أصل المجموع الكلي للأسر، ونسبة 14.9% من الأسر كان لديها معيلات من الإناث دون وجود شريك، بينما كانت نسبة 3% من الأسر لديها معيلون من الذكور دون وجود شريكة وكانت نسبة 28.7% من غير العائلات. تألفت نسبة 24.9% من أصل جميع الأسر من عدة أفراد يعيشون في نفس المنزل ونسبة 9% كانت تتألف من شخص يعيش بمفرده يبلغ من العمر 65 عاماً أو أكثر. وبلغ متوسط حجم الأسرة المعيشية 2.61، أما متوسط حجم العائلات فبلغ 3.13.
بلغ العمر الوسطي للسكان 34.2 عاماً. وكانت نسبة 27.6% من القاطنين تحت سن الثامنة عشر، وكانت نسبة 11.4% بين الثامنة عشر والرابعة والعشرين عاماً، ونسبة 28.1% كانت واقعةً في الفئة العمرية ما بين الخامسة والعشرين والرابعة والأربعين عاماً، ونسبة 17.3% كانت ما بين الخامسة والأربعين والرابعة والستين، ونسبة 9.3% كانت ضمن فئة الخامسة والستين عاماً فما فوق. يوجد لكل 100 أنثى 100.2 ذكر، ويوجد لكل 100 أنثى في الثامنة عشر من عمرها فما فوق 99.6 ذكر.
بلغ متوسط دخل الأسرة في البلدة 30,063 دولارًا، أما متوسط دخل العائلة فبلغ 32,778 دولارًا. وكان متوسط دخل الذكور 28,988 دولارًا مقابل 23,958 دولارًا للإناث. وسجل دخل الفرد الخاص بالبلدة 13,101 دولارًا. وكانت نسبة 15.9% من العائلات ونسبة 19.8% من السكان تحت خط الفقر، وكان من هؤلاء نسبة 22.5% تحت سن الثامنة عشر ونسبة 15.3% في الخامسة والستين من العمر وما فوق.

### تعداد عام 2010
بلغ عدد سكان روزبين 1,692 نسمة بحسب تعداد عام 2010، وبلغ عدد الأسر 657 أسرة وعدد العائلات 422 عائلة مقيمة في البلدة. في حين سجلت الكثافة السكانية 268.6 نسمة لكل كيلومتر مربع (695.7/ميل2). وبلغ عدد الوحدات السكنية 731 وحدة بمتوسط كثافة قدره 116 لكل كيلومتر مربع (300.4/ميل2).
وتوزع التركيب العرقي للبلدة بنسبة 83.75% من البيض و7.98% من الأمريكيين الأفارقة و1.06% من الأمريكيين الأصليين و1.24% من الأمريكيين ذوي الأصول الآسيوية و3.13% من الأعراق الأخرى و2.84% من عرقين مختلطين أو أكثر و6.38% من الهسبانيون أو اللاتينيون من أي عرق.
بلغ عدد الأسر 657 أسرة كانت نسبة 38.7% منها لديها أطفال تحت سن الثامنة عشر تعيش معهم، وبلغت نسبة الأزواج القاطنين مع بعضهم البعض 42.3% من أصل المجموع الكلي للأسر، ونسبة 16.9% من الأسر كان لديها معيلات من الإناث دون وجود شريك، بينما كانت نسبة 5% من الأسر لديها معيلون من الذكور دون وجود شريكة وكانت نسبة 35.8% من غير العائلات. تألفت نسبة 30.4% من أصل جميع الأسر من عدة أفراد يعيشون في نفس المنزل ونسبة 8.7% كانت تتألف من شخص يعيش بمفرده يبلغ من العمر 65 عاماً أو أكثر. وبلغ متوسط حجم الأسرة المعيشية 2.44، أما متوسط حجم العائلات فبلغ 3.02.
بلغ العمر الوسطي للسكان 33.1 عاماً. وكانت نسبة 26.9% من القاطنين تحت سن الثامنة عشر، وكانت نسبة 9.3% بين الثامنة عشر والرابعة والعشرين عاماً، ونسبة 29.6% كانت واقعةً في الفئة العمرية ما بين الخامسة والعشرين والرابعة والأربعين عاماً، ونسبة 20.9% كانت ما بين الخامسة والأربعين والرابعة والستين، ونسبة 13.2% كانت ضمن فئة الخامسة والستين عاماً فما فوق. وتوزع التركيب الجنسي للسكان بنسبة 48% ذكور و52% إناث.